# Ruta angustifolia

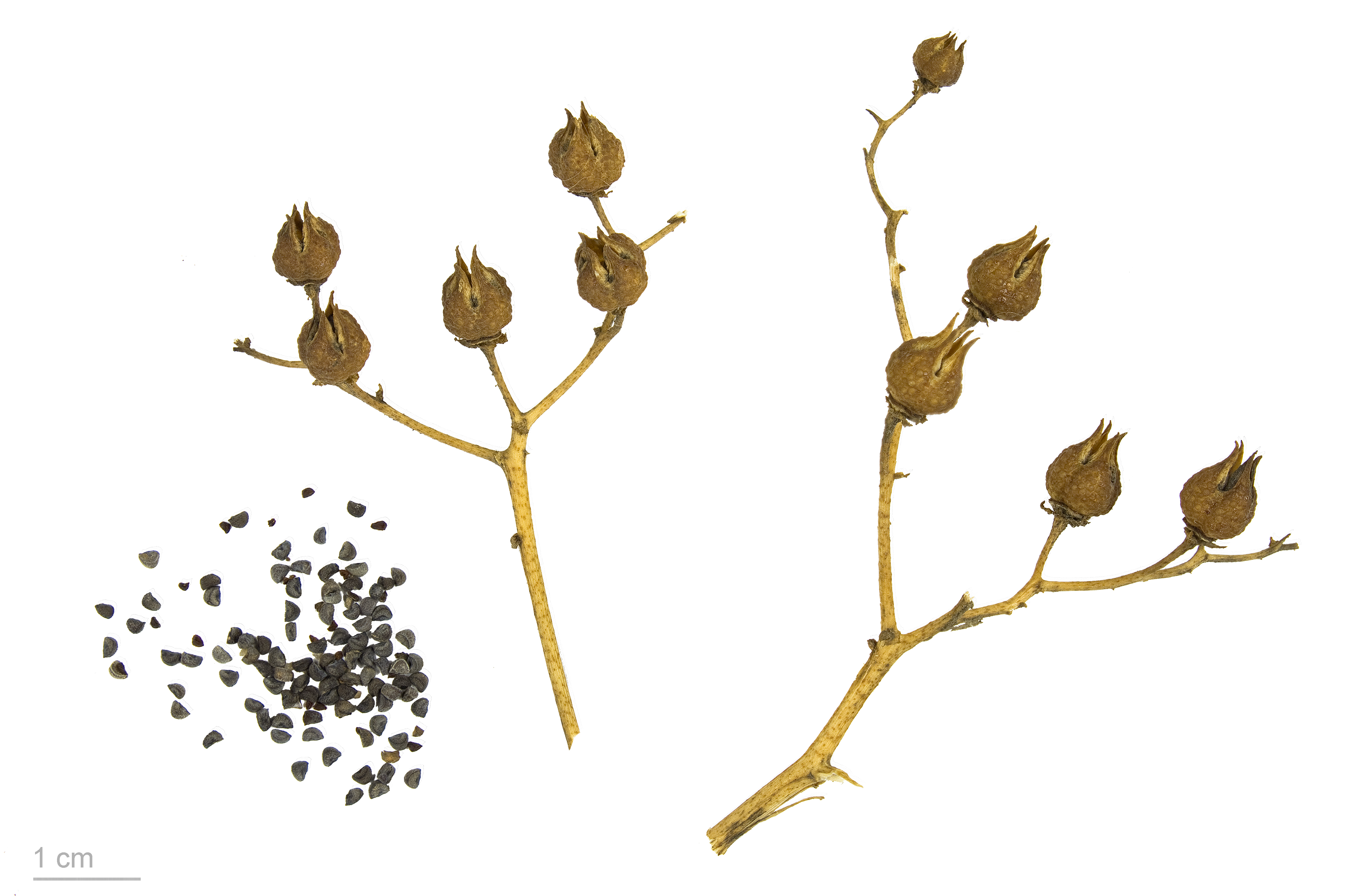
Ruta angustifolia.

Ruta angustifolia es una planta de la familia de las rutáceas.

## Descripción
Planta perenne, de base leñosa de 25-75 cm de altura, con tallos erectos, glabros por abajo. Hojas alternas, bi o trifoliadas, con folíolos lanceolados de hasta 3,5 mm de ancho. Inflorescencias flojas en, panícula, glandulosas con esporofilos lanceolados. Normalmente 4 sépalos y 4 pétalos libres, las flores centrales también pentafoliadas. Cáliz glabro, triangular ovalado, de 2 mm de largo, pétalos amarillos, elípticos hasta obovados, de hasta 4 mm de ancho y 6 mm de largo, con flecos filamentosos en el margen que son tan anchos como el ancho del pétalo. 8 o 10 estambres. Ovario súpero que se convierte en cápsula de 4 o 5 lacinias.

## Hábitat
Praderas secas, garrigas.

## Distribución
Mediterráneo occidental y central, hasta el noroeste de la antigua Yugoslavia.

## Taxonomía
Ruta angustifolia fue descrita por Christiaan Hendrik Persoon y publicado en Synopsis Plantarum 1: 464, en el año 1805.
Etimología
Ruta: nombre genérico antiguo de la "ruda".
angustifolia: epíteto latíno que significa "con hojas estrechas".
Citología
Número de cromosomas de Ruta angustifolia (Fam. Rutaceae) y táxones infraespecíficos: 2n=40

## Nombre común
- Castellano: arruga, pestosas, rua, rúa, ruda, ruda bravía, ruda de monte, ruda fina, ruda menor, ruda pestosa, ruda silvestre, ruda silvestre menor.[6]